# Danmarks Sukkermuseum
Danmarks Sukkermuseum eller blot Sukkermuseet er et museum i Nakskov på Lolland, der beskæftiger sig med sukkerproduktion på Lolland-Falster. Museet blev etableret i 1999.
Sukkerfremstilling har haft en fremtrædende rolle for områdets erhverv og økonomi de seneste hundrede år.
Der høstes stadig store mængder sukkerroer hvert år, som bliver forarbejdet på henholdsvis Nykøbing og Nakskov Sukkerfabrik, hvoraf sidstnævnte er Danmarks største.
Museets udstilling består i markredskaber fra roemarkerne, genstande, film og fotos fra i alt ni sukkerfabrikker. Udover de to eksisterende fabrikker i Nykøbing Falster og Nakskov, stammer de fra tidligere fabrikker i Assens, Højbygaard Sukkerfabrik i Holeby, Gørlev, Maribo, Odense, Sakskøbing og Stege. Ligeledes findes særudstillinger og foredrag om bl.a. importeret arbejdskraft fra Sverige og Polen - de såkaldte roepolakker.
I vinterhalvåret er åbningstiden begrænset til lørdage, mens der er åbent tirsdag til søndag fra juni til september.
I anledning af halloween bliver der produceret roelygter i stil med græskarhoveder, som man traditionelt har brugt i USA, hvilket er en lokal skik.